# Wiktor Unijat
Wiktor Bohdanowycz Unijat (ukr. Віктор Богданович Уніят, pseudonimy: Віктор Кулик, Віктор Карпович; ur. 23 lipca 1977 w Dubowcach) – ukraiński historyk, krajoznawca, dziennikarz, redaktor. Honorowy krajoznawca Ukrainy (2008).

## Biografia
Ukończył PTU nr 1 w Tarnopolu (1995), Wydział Historyczny Narodowego Uniwersytetu Pedagogicznego im. Wołodymyra Hnatiuka w Tarnopolu (2000), kursy zarządzania i zarządzania zasobami ludzkimi „McEwen College” (1999, Kanada). Pracował jako nauczyciel historii, nauk politycznych i filozofii Wyższego PU nr 1 w Tarnopolu (2000-2003), był redaktorem naukowym „Tarnopolskiego słownika encyklopedycznego” (2003-2010); od 2009-kandydat katedry nowej i najnowszej historii tarnopolskiego Narodowego Uniwersytetu Pedagogicznego im.; od 2010 zastępca dyrektora przedsiębiorstwa komunalnego „Regionalne Centrum Informacji Turystycznej w Tarnopolu”; członek kolegium redakcyjnego i kierownik zespołu redakcyjno-wydawniczego publikacji encyklopedycznej „Tarnopolszczyzna. Historia miast i wsi”.
Od października 2016 redaktor naczelny gazety „Wolność plus Tarnopolszczyzna”.

## Działalność społeczno-kulturalna
Przewodniczący obwodowej organizacji Stowarzyszenia krajoznawców-encyklopedystów Tarnopolszczyzny (2011), przewodniczący głównego oddziału Tarnopolskiej obwodowej organizacji Narodowego Związku Dziennikarzy Ukrainy w wydawnictwie „Zbrucz” (od 2006), wiceprzewodniczący Tarnopolskiej obwodowej organizacji Narodowego Związku krajoznawców Ukrainy, członek zarządu heraldycznego Towarzystwa obwodu tarnopolskiego (2009), „Memorial”, „Związek religioznawców” i innych organizacji. Członek redakcji publikacji „Historia osiedli rejonu tarnopolskiego”, „Adwokatura Tarnopolszczyzny”.

## Praci
Autor i współautor ponad 2000 artykułów w 4 tomach wydania „tarnopolski słownik encyklopedyczny”, artykułów o tematyce krajoznawczej w zbiorach naukowych, periodyku.
Książeczki:
- „Literacko-artystyczny i naukowy Tarnopolszczyzna: słownik biografii wybitnych ludzi regionu tarnopolskiego „(2002, opublikowany w gazecie „słowo Podolskie”),
- „Naród nieugaszonej pochodni” (2008, O S. Bandera i jego pobytu na Tarnopolszczyźnie; 2nd edition 2010),
- „Symon Petlura i Tarnopolszczyzna” (2009),
- „Wielki Ukrainiec z Tarnopolszczyzny. Jarosław Stećko: droga życiowa przewodnika OUN” (2010),
- „Towarzysze pola duchowego” (o B. I L. lepkich i laureatach Ogólnoukraińskiej nagrody braci lepkich) (2010),
- „Żydzi na Tarnopolszczyźnie” (2010),
- „Nykyfor Hirniak Droga życiowa Atamana” (2010),
- „Wierna córka Ukrainy”. Sława Stećko: życiorys walki (2010),
- „Iwan Franko i Tarnopolszczyzna” (2011),
- „Bogdan Hołowyn-80!” (2011, opracowanie),
- „Naród nieugaszonej pochodni” (2008, przedruk 2010, współautor),
- „Symon Petlura i Tarnopolszczyzna” (2009, współautor),
- „Wielki Ukrainiec z Tarnopolszczyzny. Jarosław Stećko: droga życiowa przewodnika OUN” (2010, współautor),
- „Żurawina książka”. Część trzecia (2012),
- „Towarzysze pola duchowego” (2014, wydanie 2),
- „Sylwetki historyczne. „Cierniowe losy” Ołeha Cetnarskiego „(2015),
- „Figury Tarnopolszczyzny” (2016),
- „Wiara i wola „(2017, współautor).

## Nagroda
- order Świętych Cyryla i Metodego (2010),
- odznaka honorowa Rady Miejskiej Tarnopola III stopnia (2011),
- wyróżnienie Federacji Organizacji Polskich na Ukrainie za osiągnięcia naukowe i wkład wzajemnego zrozumienia między narodami Ukrainy i Polski (2011),
- order księcia Konstantego Ostrogskiego (2014) – za badania Krajoznawcze[2],
- Ogólnopolska nagroda literacko-artystyczna im. braci Bogdana i Łewka Łepkich (2010),
- Tarnopolska nagroda regionalna im. Jarosława Stecka (2011),
- odznaka honorową rady miasta Tarnopola III stopnia (2011),
- międzynarodowa Nagroda im. Wolanyków-Szwabińskich przy Fundacji ukraińskiego Wolnego Uniwersytetu (UWU) w Nowym Jorku za 2009 r. (2011),
- podziękowania dla OUN i Światowego Komitetu Jubileuszowego obchodów Roku S. Bandery (2010),
- Nagroda im. Dmytra Jawornyckiego (2015),
- Złote Pióro Tarnopol (2020),
- Tarnopolska nagroda obwodowa im. Piotra Niedźwiedzika (2015) – za wydanie encyklopedycznego trzytomowca „Tarnopolszczyzna. Historia miast i wsi”[3],
- order Archikatedry Michała (2021)[4].

## Źródła
- Н. Новосядла, В. Ханас: Уніят Віктор Богданович. W: Тернопільський енциклопедичний словник. редкол.: Г. Яворський та ін.. T. 3: П—Я. Тернопіль : Видавничо-поліграфічний комбінат «Збруч», 2008, s. 496. ISBN 978-966-528-279-2. (ukr.)

Уніят Віктор Богданович. W: Тернопільський енциклопедичний словник. редкол.: Г. Яворський та ін.. T. 4: А—Я. Тернопіль : Видавничо-поліграфічний комбінат «Збруч», 2010, s. 786. ISBN 978-966-528-318-8. (ukr.)
- Інформаційний простір Тернопілля / Упорядн. Тернопільська обласна організація Національної спілки журналістів України, Тернопіль: ТзОВ «Терно-граф», 2010, s. 135, ISBN 978-966-457-091-3.